# 엠멜리에 콘라손
엠멜리에 콘라손(스웨덴어: Emmelie Konradsson, 1989년 4월 9일 ~ )은 스웨덴의 전직 여자 축구 선수이다. 선수 시절 포지션은 미드필더였다.
2007년부터 2014년까지 다말스벤스칸 소속 클럽인 우메오 IK 소속으로 활약했다. 2011년 11월 22일에 열린 캐나다와의 경기에 처음 출전하면서 스웨덴 여자 축구 국가대표팀 선수로 데뷔했고 UEFA 여자 유로 2013에 참가했다.